# Општина Варадија (Караш-Северин)
Варадија (рум. Vărădia) општина је у Румунији у округу Караш-Северин.
Oпштина се налази на надморској висини од 95 m.